# هايلاندز (تكساس)
هايلاندز (بالإنجليزية: Highlands)‏ هي مدينة أمريكية تقع في ولاية تكساس.تبلغ مساحة هذه المدينة 16.9 (كم²)،ويبلغ عدد سكانها 7522 نسمة حسب إحصاء سنة 2010 م.

## أعلام
- بريت مارشال
- روبرت فرانسوا